# Сталліон Лагуна
Футбольний клуб «Сталліон Лагуна» (англ. Stallion Laguna Football Club) — професійний філіппінський футбольний клуб, який базується в місті Біньян у провінції Лагуна. Клуб грає у Філіппінській футбольній лізі, найвищому футбольному дивізіоні Філіппін. Спочатку клуб базувався в Баротак-Нуево в провінції Ілоіло, у 2016 році переїхав на футбольний стадіон «Біньян» у Біньяні після подання заявки на приєднання до Філіппінської футбольної ліги. Клуб у деяких домашніх іграх грав на стадіоні «Маккінлі Гілл Стейдіум» на 4500 місць.

## Історія
У 2001 році група футбольних ентузіастів із міста Баротак-Нуево в провінції Ілоіло задумала створити клуб, який би регулярно змагався у футбольних турнірах, що проводилися в місті. Назва клубу була придумана під час гулянки, де більша частина присутніхи пила пиво «Red Horse Stallion». Група вирішила назвати клуб «Сталліон» на честь Тамасака, фольклорного героя міста, чисто-білого жеребця, відомого своєю силою. Клуб дебютував у 2001 році в футбольному турнірі з 7 команд в місті Баротак-Нуево, а в 2002 році команда грала на турнірі з пляжного футболу «Cocomangas» у Боракаї завдяки спонсорській угоді з «Aqua Sport Shop Boracay». У 2003 році клуб знову грав на турнірі в Баротак-Нуево.
«Сталліон» був офіційно зареєстрований як футбольний клуб у 2006 році, та продовжував брати участь у різноманітних місцевих змаганнях на Філіппінах, включаючи футбольний фестиваль «Siniki» та інші турніри в Себу, Боракаї, Субіку, Великій Манілі та Капізі. Спочатку культура клубу ґрунтувалась на дружбі між його членами та розпиванням пива «Red Horse Stallion», яке зазвичай проводилося після кожного матчу клубу. Однак клуб вирішив розпочати залучення широких верств населення до своєї діяльності, щоб розвивати футбол у регіоні. Клуб організував проведення власного футбольного турніру «Stallion Football Club Seven-a-Side Football Tournament» з метою популяризації футболу в Баротак-Нуево, а на початку 2019 року створив програму розвитку футболу для молоді «Stallion Kids». Клуб розпочав виступати в національних футбольних турнірах і лігах, таких як Об'єднана футбольна ліга у 2010 році та Національному футбольному чемпіонаті в 2011 році. У цьому турнірі клуб програв «Сан-Беді» у чвертьфіналі з рахунком 1–2.

### 2010—2011 роки: Підвищення до першого дивізіону Об'єднаної футбольної ліги
Клуб «Сталліон» фінішував як одна з трьох найкращих команд у другому дивізіоні Об'єднаної футбольної ліги в сезоні 2011 року. Це автоматично дало клубу підвищення до першого дивізіону Об'єднаної футбольної ліги разом із клубами «Маніла Номадс» і «Пасаргад».

### 2011—2012 роки: Дебют у першому дивізіоні
На початку сезону Об'єднаної футбольної ліги 2012 року в першому матчі клубу в першому дивізіоні ліги «Сталліон» переміг «Філіппін Нейві» з рахунком 6–0. У своєму наступному матчі команда розгромила володаря Кубка футбольної ліги і діючого чемпіона ліги «Філіппін Ейр Форс» з рахунком 4–1. Крім того, клуб також здобув перемогу з рахунком 3–2 в матчі з майбутніми чемпіонами сезону 2012 року клубом «Глобал». У завершальних матчах сезону «Сталліон» переміг «Філіппін Армі», і цими двома перемогами клуб закріпився на четвертій сходинці найвищого дивізіону.

### 2012—2013 роки: Нові підписання та партнерська команда
Готуючись до сезону 2013 року, окрім спільного використання тренерським штабом футболістів з дочірньої команди «Ста», клуб підписав контракт з футболістами Ранте Байкіном і Вон Хьон Лі, щоб поповнити свій склад на Кубок футбольної ліги 2012 року. Крім того, клуб також підписав іспанського півзахисника Руфіно Фамільяра Санчеса та захисника Хоакіна Канаса Гарсію з клубу Терсери «Інтернасьйональ де Мадрид».
У серпні 2012 року клуб «Сталліон» повідомив про підписання контракту на наступний сезон з гравцем збірної Філіппін та капітаном молодіжної збірної Філіппін Джейсоном де Йонгом. Де Йонгу спочатку запропонували грати за «Сталліон» у березні 2012 року, але потім йому запропонували перейти до шотландського клубу «Ейр Юнайтед». Зрештою через фінансові обмеження шотландський клуб був змушений відпустити Де Йонга, що дозволило «Сталліону» нарешті підписати з ним контракт.

#### Виграш Кубка футбольної ліги Філіппін
Клуб стартував на груповому етапі Кубка футбольної ліги Філіппін, і виграв групу D з 9 очками (3 перемоги, 1 поразка), та кваліфікувався до плей-оф. У чвертьфіналі Кубка «Сталліон» переміг «Хенераль-Тріас» у серії пенальті з рахунком 5–4. У півфіналі клуб переміг «Грін Арчерз Юнайтед» з рахунком 3–1, забезпечивши вихід до фіналу. 17 грудня 2012 року «Сталліон» на Меморіальному стадіоні імені Хосе Рісаля у фіналі кубка переміг клуб «Глобал» з рахунком 2–1, отримавши титул володаря кубка, і свій перший трофей футбольної ліги. Капітан команди Рубен Доктора та іспанський форвард Руфо Санчес забили по одному голу, позбавивши титулу попереднього володаря кубка клуб «Глобал». Доктора виграв нагороду «Золотий м'яч», еквівалент нагороди «Найцінніший гравець» турніру, а Вільсон Муньос отримав приз «Золота рукавичка» як найкращий воротар турніру.

#### Швидке вибуття з чемпіонату
Щоб підготуватися до другого сезону Національного чоловічого клубного чемпіонату, «Сталліон» підписав американських півзахисника Джеремі Тейлора Хона та воротаря Сайруса Андре Мохсені, які грали в командах віком до 18 років Академії розвитку футболу США.
13 січня 2013 року клуб «Серес» із Західного Негроса переграв команду «Сталліон» з рахунком 1-0, вибивши володаря Кубка футбольної ліги Філіппін 2012 року з розіграшу Національного чоловічого клубного чемпіонату Філіппін.

#### Виступи в першому дивізіоні Об'єднаної футбольної ліги
Після невдалого виступу в Національному чоловічому клубному чемпіонаті Філіппін 2013 року для посилення складу «Сталліон» підписав кількох іноземних футболістів, зокрема американського форварда колумбійського походження Дієго Барреру, аргентинського півзахисника Матіаса Бонвехі, японського півзахисника Юрі Ішізука, бразильсько-японського півзахисника Даніеля Мацунагу та австралійського захисника Джессі Мартіндейла. Крім того, до «Сталліона» перейшли кілька гравців з місцевих клубів, зокрема бразильський воротар Гільєрме Хасегава з команди «Тім Соккеру» і півзахисник Ширмар Фелонгко із «Сереса».
13 червня 2013 «Сталліон» виграв чемпіонат Дивізіону 1 Об'єднаної футбольної ліги 2013 року після того, як клуб «Кая» здобув перемогу з рахунком 3–2 в матчі проти клубу «Глобал» на стадіоні «Емперадор» в Маккінлі-Гілл.

### Філіппінська футбольна ліга
«Сталліон» брав участь у першому сезоні Філіппінської футбольної ліги в 2017 році. Домашнім стадіоном для виступів у лізі команда обрала стадіон «Біньян», і до середини січня 2017 року вже почав передсезонну підготовку та пробні матчі на цьому стадіоні. Після приєднання до Філіппінської футбольної ліги клуб змінив назву на «Сталліон Лагуна».
У 2019 році «Сталліон» увійшов до Прем'єр-ліги Філіппін, яка мала замінити Філіппінську футбольну лігу. Однак клуб разом з «Макаті Юнайтед» вийшли з ліги 26 квітня 2019 року, за день до першого дня матчу ліги, посилаючись на занепокоєння щодо відсутності професіоналізму та прозорості в керівництві лігою. Пізніше «Сталліон Лагуна» грав у сезоні Філіппінської футбольної ліги 2019 року, який проводився замість розпущеної Прем'єр-ліги.

### Дебют в Кубку АФК
Клуб «Сталліон Лагуна» завершив сезон Філіппінської футбольної ліги 2022—2023 років на третьому місці, що дало команді право участі в Кубку АФК 2023—2024 років. Філіппінський клуб потрапив до групи G разом із австралійським клубом «Сентрал-Кост Марінерс», малайзійським клубом «Теренггану» та індонезійським клубом «Балі Юнайтед». 26 жовтня 2023 року «Сталліон Лагуна» заробив своє перше очко в континентальних змаганнях після нічиєї з клубом «Теренггану».

## Юнацькі та молодіжні команди
Клуб «Сталліон Лагуна» має молодіжну футбольну академію, відома як «Stallion Youth Academy». Починаючи з сезону 2019 року, академія об'єдналася з футбольним клубом «Макаті», а діюча академія клубу перейменована на молодіжну академію «Stallion MFC». Академією керує колишній гравець клубу Селу Лозано, який приєднався до клубу як гравець і корпоративний менеджер у сезоні 2019 року.

## Титули і досягнення
- Чемпіон Філіппін (1): 2013
- Володар Кубка футбольної ліги Філіппін (1): 2012